# Butastur indicus
El busardo carigrís o azor de cara gris (Butastur indicus)
 es una especie de ave de presa de la familia Accipitridae. Se reproduce en el este de Rusia, el norte de China, Corea y Japón, y pasa los inviernos en el Sudeste Asiático.

## Descripción
Los adultos tiene la cabeza gris, el pecho, el cuello y la garganta blancos, bigote y rayas mesiales negras, la espalda y la parte superior de las alas son marrones, y las partes inferiores y supracaudales son blancas con barras marrones. Los juveniles son marrones y moteados por encima, pálidos con vetas marrones en la parte inferior, y tiene una amplia lista superciliar blanca y la cara marrón. Se alimenta de lagartijas, pequeños mamíferos y grandes insectos.